# Comté d'Osceola (Michigan)
Pour les articles homonymes, voir Comté d'Osceola et Osceola (homonymie).
Le Comté d'Osceola (Osceola County en anglais) est à l'ouest de la péninsule inférieure de l'État du Michigan. Son siège est à Reed City. Selon le recensement de 2000, sa population est de 23 197 habitants.

## Géographie
Le comté a une superficie de 1 484 km², dont 1 466 km² est de terre.

### Comtés adjacents
- Comté de Missaukee (nord-est)
- Comté de Wexford (nord-ouest)
- Comté de Clare (est)
- Comté de Lake (ouest)
- Comté de Mecosta (sud)